# Trenerzy zdobywców Pucharu Polski w piłce nożnej
Trenerzy zdobywców Pucharu Polski w piłce nożnej – zestawienie trenerów, którzy poprowadzili swój klub do zdobycia Pucharu Polski.
Pierwszą edycję rozgrywek rozegrano w 1926 roku i ówczesny ich triumfator – Wisła Kraków, nie miała trenera. Następne edycje odbywały się w latach 1951–1957, a nieprzerwanie odbywają się od 1962 roku.
Dwóch trenerów trzykrotnie zdobyło trofeum. Pierwszy tego dokonał Lucjan Brychczy (Puchar Polski 1989/1990), trenując wówczas Legię Warszawa. Sukces ten powtórzył Maciej Skorża (Puchar Polski 2011/2012), trenując wówczas Legię Warszawa. Najbardziej utytułowanym zagranicznym trenerem tych rozgrywek jest węgierskcy trenerzy, Géza Kalocsay oraz Ferenc Szusza, którzy z Górnikiem Zabrze dwukrotnie wygrał rozgrywki (1968, 1969 – Géza Kalocsay, 1970, 1971 – Ferenc Szusza). Pierwszym zagranicznym trenerem, który wygrał rozgrywki, jest węgierski trener, János Steiner, który w Pucharze Polski 1954/1955 triumfował z CWKS Warszawa. Pierwszym trenerem, któremu się obronić trofeum, jest Teodor Wieczorek, który jako trener Zagłębia Sosnowiec wygrał rozgrywki w Pucharze Polski 1961/1962 oraz Pucharze Polski 1962/1963.
W Pucharze Polski 2004/2005 triumfowała Dyskobolia Grodzisk Wielkopolski, której trenerem był słowacki trener – Dušan Radolský, jednak 2 września 2020 roku straciła trofeum w wyniku afery korupcyjnej i trofeum nie zostało przyznanie żadnej drużynie.

## Trenerzy

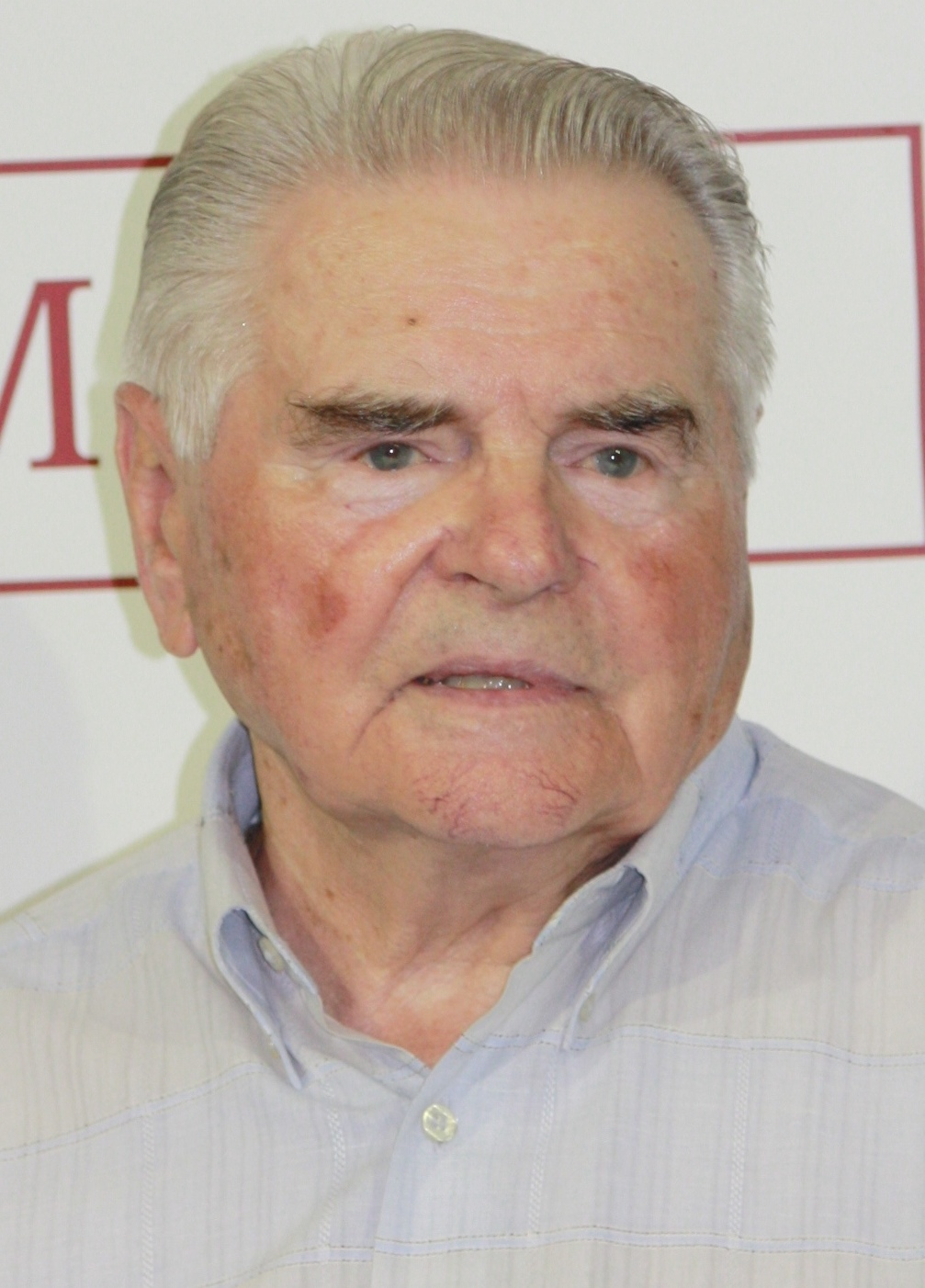
Lucjan Brychczy – trzykrotny triumfator rozgrywek z Legią Warszawa.

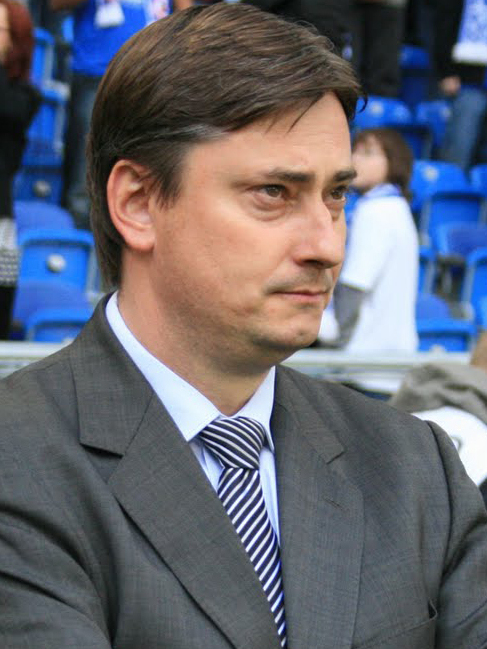
Maciej Skorża – trzykrotny triumfator rozgrywek.

| Rok  | Trener                       | Klub                             |
| ---- | ---------------------------- | -------------------------------- |
| 1926 | Henryk Reyman (jako kapitan) | Wisła Kraków                     |
| 1951 | Ryszard Koncewicz            | Unia Chorzów                     |
| 1952 | Władysław Szczepaniak        | Kolejarz Warszawa                |
| 1954 | Michał Matyas                | Gwardia Warszawa                 |
| 1955 | János Steiner                | CWKS Warszawa                    |
| 1956 | Ryszard Koncewicz            | CWKS Warszawa                    |
| 1957 | Władysław Król               | ŁKS Łódź                         |
| 1962 | Teodor Wieczorek             | Zagłębie Sosnowiec               |
| 1963 | Teodor Wieczorek             | Zagłębie Sosnowiec               |
| 1964 | Virgil Popescu               | Legia Warszawa                   |
| 1965 | Ferenc Farsang               | Górnik Zabrze                    |
| 1966 | Longin Janeczek              | Legia Warszawa                   |
| 1967 | Czesław Skoraczyński         | Wisła Kraków                     |
| 1968 | Géza Kalocsay                | Górnik Zabrze                    |
| 1969 | Géza Kalocsay                | Górnik Zabrze                    |
| 1970 | Ferenc Szusza                | Górnik Zabrze                    |
| 1971 | Ferenc Szusza                | Górnik Zabrze                    |
| 1972 | Jan Kowalski                 | Górnik Zabrze                    |
| 1973 | Lucjan Brychczy              | Legia Warszawa                   |
| 1974 | Michal Vičan                 | Ruch Chorzów                     |
| 1975 | Joachim Krajczy              | Stal Rzeszów                     |
| 1976 | Władysław Żmuda              | Śląsk Wrocław                    |
| 1977 | Józef Gałeczka               | Zagłębie Sosnowiec               |
| 1978 | Józef Gałeczka               | Zagłębie Sosnowiec               |
| 1979 | Czesław Boguszewicz          | Arka Gdynia                      |
| 1980 | Lucjan Brychczy              | Legia Warszawa                   |
| 1981 | Ignacy Ordon                 | Legia Warszawa                   |
| 1982 | Wojciech Łazarek             | Lech Poznań                      |
| 1983 | Jerzy Jastrzębowski          | Lechia Gdańsk                    |
| 1984 | Wojciech Łazarek             | Lech Poznań                      |
| 1985 | Bronisław Waligóra           | Widzew Łódź                      |
| 1986 | Alojzy Łysko                 | GKS Katowice                     |
| 1987 | Henryk Apostel               | Śląsk Wrocław                    |
| 1988 | Grzegorz Szerszenowicz       | Lech Poznań                      |
| 1989 | Andrzej Strejlau             | Legia Warszawa                   |
| 1990 | Lucjan Brychczy              | Legia Warszawa                   |
| 1991 | Alojzy Łysko                 | GKS Katowice                     |
| 1992 | Jerzy Fiutowski              | Miedź Legnica                    |
| 1993 | Adolf Blutsch                | GKS Katowice                     |
| 1994 | Paweł Janas                  | Legia Warszawa                   |
| 1995 | Paweł Janas                  | Legia Warszawa                   |
| 1996 | Jerzy Wyrobek                | Ruch Chorzów                     |
| 1997 | Mirosław Jabłoński           | Legia Warszawa                   |
| 1998 | Wojciech Wąsikiewicz         | Amica Wronki                     |
| 1999 | Stefan Majewski              | Amica Wronki                     |
| 2000 | Stefan Majewski              | Amica Wronki                     |
| 2001 | Albin Mikulski               | Polonia Warszawa                 |
| 2002 | Henryk Kasperczak            | Wisła Kraków                     |
| 2003 | Henryk Kasperczak            | Wisła Kraków                     |
| 2004 | Czesław Michniewicz          | Lech Poznań                      |
| 2005 | Dušan Radolský               | Dyskobolia Grodzisk Wielkopolski |
| 2006 | Josef Csaplár                | Wisła Płock                      |
| 2007 | Maciej Skorża                | Dyskobolia Grodzisk Wielkopolski |
| 2008 | Jan Urban                    | Legia Warszawa                   |
| 2009 | Franciszek Smuda             | Lech Poznań                      |
| 2010 | Michał Probierz              | Jagiellonia Białystok            |
| 2011 | Maciej Skorża                | Legia Warszawa                   |
| 2012 | Maciej Skorża                | Legia Warszawa                   |
| 2013 | Jan Urban                    | Legia Warszawa                   |
| 2014 | Ryszard Tarasiewicz          | Zawisza Bydgoszcz                |
| 2015 | Henning Berg                 | Legia Warszawa                   |
| 2016 | Stanisław Czerczesow         | Legia Warszawa                   |
| 2017 | Leszek Ojrzyński             | Arka Gdynia                      |
| 2018 | Dean Klafurić                | Legia Warszawa                   |
| 2019 | Piotr Stokowiec              | Lechia Gdańsk                    |
| 2020 | Michał Probierz              | Cracovia                         |
| 2021 | Marek Papszun                | Raków Częstochowa                |
| 2022 | Marek Papszun                | Raków Częstochowa                |
| 2024 | Albert Rudé                  | Wisła Kraków                     |
| 2025 | Gonçalo Feio                 | Legia Warszawa                   |

## Klasyfikacja wszech czasów

### Indywidualna
| Lp. | Trener                 | Liczba tytułów | Lata triumfów    |
| --- | ---------------------- | -------------- | ---------------- |
| 1.  | Lucjan Brychczy        | 3              | 1973, 1980, 1990 |
| 1.  | Maciej Skorża          | 3              | 2007, 2011, 2012 |
| 3.  | Józef Gałeczka         | 2              | 1977, 1978       |
| 3.  | Paweł Janas            | 2              | 1994, 1995       |
| 3.  | Géza Kalocsay          | 2              | 1968, 1969       |
| 3.  | Henryk Kasperczak      | 2              | 2002, 2003       |
| 3.  | Ryszard Koncewicz      | 2              | 1951, 1956       |
| 3.  | Wojciech Łazarek       | 2              | 1982, 1984       |
| 3.  | Alojzy Łysko           | 2              | 1986, 1991       |
| 3.  | Stefan Majewski        | 2              | 1999, 2000       |
| 3.  | Marek Papszun          | 2              | 2021, 2022       |
| 3.  | Michał Probierz        | 2              | 2010, 2020       |
| 3.  | Ferenc Szusza          | 1              | 1970, 1971       |
| 3.  | Jan Urban              | 2              | 2008, 2013       |
| 3.  | Teodor Wieczorek       | 2              | 1962, 1963       |
| 15. | Henryk Apostel         | 1              | 1987             |
| 15. | Henning Berg           | 1              | 2015             |
| 15. | Adolf Blutsch          | 1              | 1993             |
| 15. | Czesław Boguszewicz    | 1              | 1979             |
| 15. | Josef Csaplár          | 1              | 2006             |
| 15. | Stanisław Czerczesow   | 1              | 2016             |
| 15. | Ferenc Farsang         | 1              | 1965             |
| 15. | Jerzy Fiutowski        | 1              | 1992             |
| 15. | Mirosław Jabłoński     | 1              | 1997             |
| 15. | Longin Janeczek        | 1              | 1966             |
| 15. | Jerzy Jastrzębowski    | 1              | 1983             |
| 15. | Dean Klafurić          | 1              | 2018             |
| 15. | Jan Kowalski           | 1              | 1972             |
| 15. | Joachim Krajczy        | 1              | 1975             |
| 15. | Władysław Król         | 1              | 1957             |
| 15. | Michał Matyas          | 1              | 1954             |
| 15. | Czesław Michniewicz    | 1              | 2004             |
| 15. | Albin Mikulski         | 1              | 2001             |
| 15. | Leszek Ojrzyński       | 1              | 2017             |
| 15. | Ignacy Ordon           | 1              | 1981             |
| 15. | Virgil Popescu         | 1              | 1964             |
| 15. | Czesław Skoraczyński   | 1              | 1967             |
| 15. | Franciszek Smuda       | 1              | 2009             |
| 15. | János Steiner          | 1              | 1955             |
| 15. | Piotr Stokowiec        | 1              | 2019             |
| 15. | Andrzej Strejlau       | 1              | 1989             |
| 15. | Grzegorz Szerszenowicz | 1              | 1988             |
| 15. | Władysław Szczepaniak  | 1              | 1952             |
| 15. | Ryszard Tarasiewicz    | 1              | 2014             |
| 15. | Bronisław Waligóra     | 1              | 1985             |
| 15. | Michal Vičan           | 1              | 1974             |
| 15. | Władysław Żmuda        | 1              | 1976             |
| 15. | Wojciech Wąsikiewicz   | 1              | 1998             |
| 15. | Jerzy Wyrobek          | 1              | 1996             |

### Według narodowości
| Lp. | Państwo                 | Trenerzy | Razem |
| --- | ----------------------- | -------- | ----- |
| 1.  | Polska                  | 39       | 54    |
| 2.  | Węgry                   | 4        | 6     |
| 3.  | Czechosłowacja / Czechy | 2        | 2     |
| 4.  | Austria                 | 1        | 1     |
| 4.  | Chorwacja               | 1        | 1     |
| 4.  | Hiszpania               | 1        | 1     |
| 4.  | Niemcy                  | 1        | 1     |
| 4.  | Norwegia                | 1        | 1     |
| 4.  | Portugalia              | 1        | 1     |
| 4.  | Rosja                   | 1        | 1     |
| 4.  | Rumunia                 | 1        | 1     |
|     |                         | 53       | 70    |

## Rekordy
- Najmłodszy: Czesław Boguszewicz (09.05.1979 Arka Gdynia – Wisła Kraków 2:1) – 28 lat i 341 dni
- Najstarszy: Franciszek Smuda (19.05.2009 Lech Poznań – Ruch Chorzów 1:0) – 60 lat i 331 dni
- Najwięcej triumfów: Lucjan Brychczy (1973, 1980, 1990), Maciej Skorża (2007, 2011, 2012) – po 3 razy
- Najwięcej triumfów z rzędu: Józef Gałeczka (1977–1978), Paweł Janas (1994–1995), Géza Kalocsay (1968–1969), Henryk Kasperczak (2002–2003), Stefan Majewski (1999–2000), Marek Papszun (2021–2022), Maciej Skorża (2011–2012), Teodor Wieczorek (1962–1963) – po 2 razy
- Najdłuższe oczekiwanie na kolejny triumf: Michał Probierz (22.05.2010–24.07.2020) – 10 lat i 63 dni

## Triumfatorzy jako zawodnicy i trenerzy
Siedem osób wygrało rozgrywki zarówno jako zawodnik i jako trener. Pierwszy tego dokonał Lucjan Brychczy w Pucharze Polski 1972/1973, trenując wówczas Legię Warszawa (4-krotnie jako zawodnik, 3-krotnie jako trener).
| Trener          | Jako zawodnik          | Jako trener      |
| --------------- | ---------------------- | ---------------- |
| Henryk Apostel  | 1964, 1966             | 1987             |
| Lucjan Brychczy | 1955, 1956, 1964, 1966 | 1973, 1980, 1990 |
| Józef Gałeczka  | 1962, 1963             | 1977, 1978       |
| Paweł Janas     | 1980, 1981             | 1994, 1995       |
| Joachim Krajczy | 1964                   | 1975             |
| Stefan Majewski | 1980, 1981             | 1999, 2000       |
| Jerzy Wyrobek   | 1974                   | 1996             |